# 恋愛小説4 〜音楽飛行
『恋愛小説4 〜音楽飛行』（れんあいしょうせつフォー おんがくひこう）は、原田知世のカバーアルバム。2023年10月25日にUniversal Musicのジャズレーベル、ヴァーヴ・レコードより発売された。初回限定盤の規格品番はUCCJ-9245～6。通常盤はUCCJ-2230。

## 概要
帯コピー：連れていって、あの歌の記憶へ。架空の映画のワンシーンのようなラヴ・ソング・カヴァー・アルバム第4弾。
2020年10月に発売された『恋愛小説3 〜You & Me』からは3年ぶり、洋楽のカバー集としては8年ぶりとなるカバーアルバムの4作目。世代を超えて親しまれてきた1960～70年代の名曲を中心に、原田自身もお気に入りのザ・ビートルズ、ザ・モンキーズ、カーペンターズ、スティーヴィー・ワンダー、ビリー・ジョエル等の楽曲から、原田の歌声を引き立てるメロディアスなナンバーが選曲されている。
プロデュースは、15年以上に亘り原田の音楽活動に深く関わって来たギタリストで作曲家の伊藤ゴローが本作でも担当した。
10月4日には、アルバムの発売に先駆けてザ・モンキーズ「デイドリーム・ビリーバー」のカバーが先行配信された。
初回限定盤は、2022年10月に東京国際フォーラム・ホールAで開催されたデビュー40周年記念コンサート「40th Anniversary Special Concert ″fruitful days″」のライブ音源を収録したボーナスCD付きのSHM-CD2枚組となっており、販売店によって異なるメガジャケ、エコバッグ、オリジナル・クリアファイルなどの特典が付属した。
原田は本作について「デビュー40周年を経て、また新しいアルバムが完成しました。どの曲もこれまで多くのアーティストにカヴァーされてきたものばかりですが、私なりに歌詞の世界に丁寧に向き合って歌いました。きっと、これからの私を感じていただける作品になったと思います。」と述べている。

### コンサートツアー
2024年6月には、東名阪（東京・名古屋・大阪）の各施設を会場とした「″恋愛小説4 〜音楽飛行″ リリースツアー 2024」が開催された。

## 収録曲

### CD
| 全編曲: 伊藤ゴロー。 |                                                                                     |                                           |                                           |       |
| #                    | タイトル                                                                            | 作詞                                      | 作曲                                      | 時間  |
| 1.                   | 「ヒア・カムズ・ザ・サン - Here Comes the Sun」                                     | George Harrison                           | George Harrison                           | 3:12  |
| 2.                   | 「デイドリーム・ビリーバー - Daydream Believer」                                    | John Stewart                              | John Stewart                              | 3:21  |
| 3.                   | 「遙かなる影 - (They Long to Be)Close to You」                                      | Hal David                                 | Burt Bacharach                            | 4:38  |
| 4.                   | 「オンリー・ラヴ・キャン・ブレイク・ユア・ハート - Only Love Can Break Your Heart」 | Neil Young                                | Neil Young                                | 4:03  |
| 5.                   | 「イン・マイ・ライフ - In My Life」                                                 | John Lennon, Paul McCartney               | John Lennon, Paul McCartney               | 3:33  |
| 6.                   | 「青春の光と影 - Both Sides, Now」                                                  | Joni Mitchell                             | Joni Mitchell                             | 5:35  |
| 7.                   | 「ビー・マイ・ベイビー - Be My Baby」                                               | Jeff Barry, Ellie Greenwich, Phil Spector | Jeff Barry, Ellie Greenwich, Phil Spector | 3:54  |
| 8.                   | 「マイ・シェリー・アモール - My Cherie Amour」                                      | Stevie Wonder, Henry Cosby, Sylvia Moy    | Stevie Wonder, Henry Cosby, Sylvia Moy    | 3:42  |
| 9.                   | 「シーズ・オールウェイズ・ア・ウーマン - She's Always a Woman」                     | Billy Joel                                | Billy Joel                                | 3:43  |
| 合計時間:            | 合計時間:                                                                           | 合計時間:                                 | 合計時間:                                 | 35:44 |

| 全編曲: 伊藤ゴロー。 |                   |          |              |      |
| #                    | タイトル          | 作詞     | 作曲         | 時間 |
| 1.                   | 「A面で恋をして」 | 松本隆   | 大瀧詠一     | 3:12 |
| 2.                   | 「邂逅の迷路で」  | 高野寛   | 網守将平     | 6:35 |
| 3.                   | 「夢の途中」      | 原田知世 | 伊藤ゴロー   | 4:25 |
| 4.                   | 「くちなしの丘」  | 辻村豪文 | 辻村豪文     | 5:37 |
| 5.                   | 「ロマンス」      | 原田知世 | Ulf Turesson | 4:03 |

## 曲解説
1. ヒア・カムズ・ザ・サン
  - 原曲は1969年に発売されたビートルズのアルバム『アビイ・ロード』収録曲。
2. デイドリーム・ビリーバー
  - 原曲はモンキーズのシングルとして1967年に発売された楽曲。
3. 遙かなる影
  - 原曲はバート・バカラックとハル・デイヴィッドが制作した楽曲。1970年5月にカーペンターズがカバーしたことで知られる。
4. オンリー・ラヴ・キャン・ブレイク・ユア・ハート
  - 原曲は1970年9月に発売されたニール・ヤングのアルバム『アフター・ザ・ゴールド・ラッシュ』収録曲で、後にシングルカットされた楽曲。
5. イン・マイ・ライフ
  - 原曲は1965年に発表されたビートルズのアルバム『ラバー・ソウル』収録曲。
6. 青春の光と影
  - 原曲はジョニ・ミッチェルが1968年に制作し、ジュディ・コリンズの歌唱によってレコード化された楽曲。
7. ビー・マイ・ベイビー
  - 原曲は1963年8月に発表されたザ・ロネッツの楽曲。
8. マイ・シェリー・アモール
  - 原曲は1969年1月に発表されたスティーヴィー・ワンダーの楽曲。
9. シーズ・オールウェイズ・ア・ウーマン
  - 原曲は1977年に発表されたビリー・ジョエルのアルバム『ストレンジャー』収録曲で、後にシングルカットされた楽曲。

## 「恋愛小説4〜音楽飛行」リリースツアー 2024
|   | 日時          | 会場               |
| - | ------------- | ------------------ |
| 1 | 2024年6月13日 | 名古屋市公会堂     |
| 2 | 2024年6月15日 | 東大阪市文化創造館 |
| 3 | 2024年6月20日 | LINE CUBE SHIBUYA  |

## 参加ミュージシャン
- 伊藤ゴロー：ギター、プログラミング
- 佐藤浩一：ピアノ
- 鳥越啓介：ベース
- 小川慶太：ドラムス、パーカッション
- 角銅真実：パーカッション
- 伊藤彩：ヴァイオリン
- 結城貴弘：チェロ
- 坂本楽：フルート
- 北村聡：バンドネオン
- SARA：コーラス